# Караффа-Корбут, Софья Петровна
Софья Петровна Караффа-Корбут (укр. Софія-Романа-Роксоляна Петрі́вна Кара́ффа-Ко́рбут; 23 августа 1924, Львов — 29 ноября 1996, Куткор, Львовская область) — украинская художница-график, книжный иллюстратор.

## Биография
Представительница литовско-белорусского дворянского рода Караффа-Корбут.
В 1942 году поступила в Государственную художественно-промышленную школу Львова. В 1944 году окончила класс Государственной строительной технической профессиональной школы. Продолжила учёбу в открывшемся Львовском художественно-промышленном училище (ныне колледж им. Ивана Труша). Позже художественное образование С. Караффа-Корбут продолжила в Институте прикладного и декоративного искусства на отделении прикладной графики факультета монументальной живописи, который окончила в 1953 г. Ученица Ивана Гуторова, Витольда Манастырского и Романа Сельского.

## Творчество
Работала в области станковой и книжной графики (преимущественно в технике линогравюры), декоративного искусства.
Проиллюстрировала около 60 произведений украинских писателей, которые вышли тиражом более 6 000 000 экземпляров (каждую четвертую детскую книгу, которая выходила на Украине).
По заключению специалистов (например, Людмилы Семыкиной) С. Караффа-Корбут «была кариатидой украинской графики второй половины XX века».
Большое количество её произведений, ныне хранятся в музеях Львова, Киева, Луцка, Канева, Ивано-Франковска и других городов, экспонировались на выставках на Украине и за рубежом.

## Избранные работы
Станковая графика
- «Верховинська весна» (1962),
- «Казка» (за мотивами драмы «Лісова пісня» Леси Украинки, 1963),
- серия «За мотивами творів Т. Г. Шевченка» (1963—1964),
- серия «Із іскри полум’я займеться. І» (1969),
- серия «Рідні Карпати» (1970);

Декоративное искусство
- Керамическая тарелка «Данило Галицкий» (1957).
- Тематические витражи «Урожай», «Дари землі», «Відпочинок», «Оздоровлення» для санатория «Трускавец» (в соавт.)
- Витражи на тему времён года в трускавецком санатории «Південний» («Южный») (в соавт.)

## Память
- На здании школы с. Куткор в 2000 году открыта мемориальная доска в честь художницы.